# Mokré

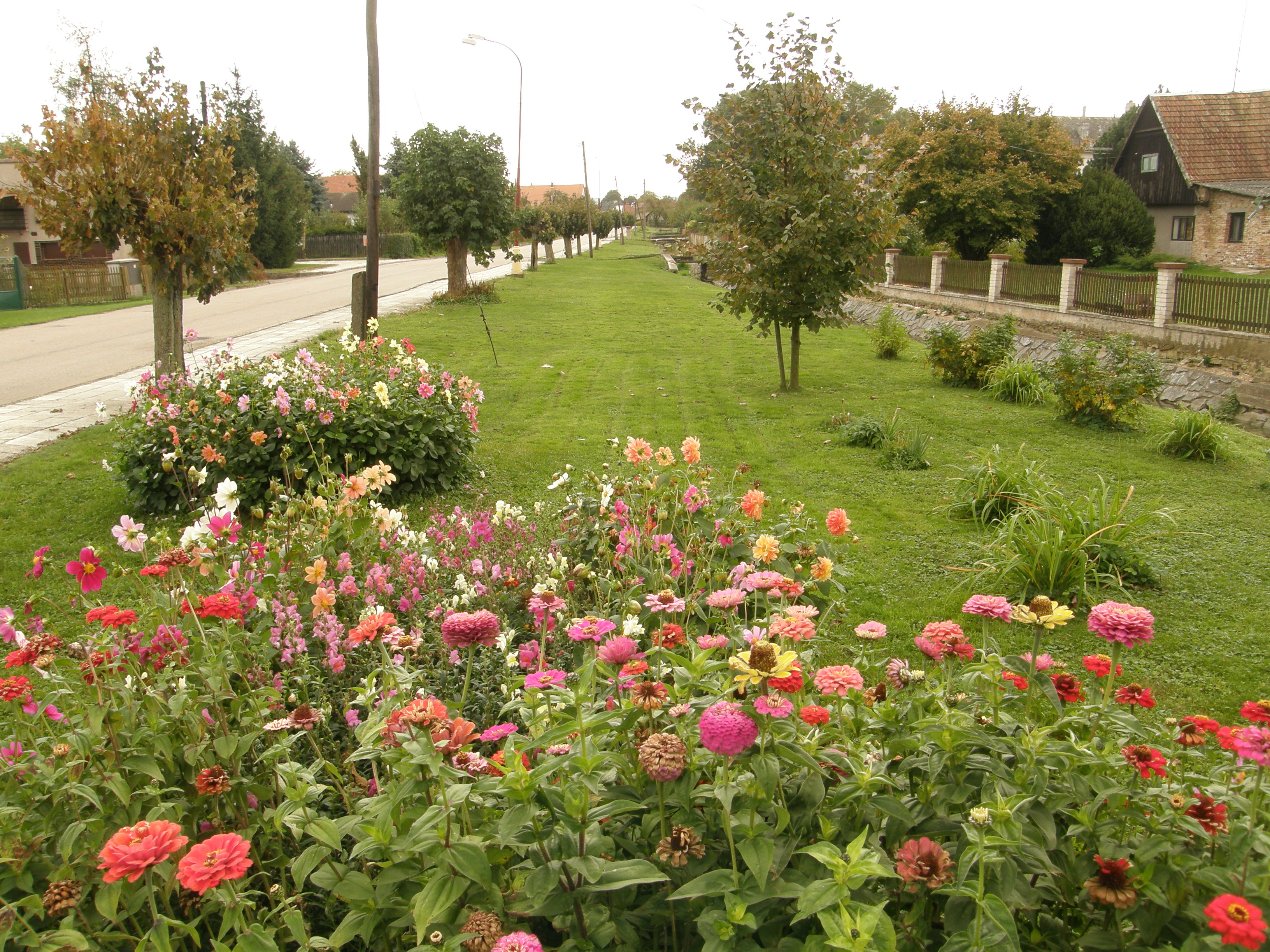
Dorfplatz

Mokré (deutsch Mokrey) ist eine Gemeinde in Tschechien. Sie liegt vier Kilometer westlich von Opočno und gehört zum Okres Rychnov nad Kněžnou.

## Geographie
Mokré erstreckt sich beiderseits des Baches Vojenický potok, auch Podlažický potok genannt, in der Českomeziříčská kotlina (Böhmisch Meseritscher Becken). Am östlichen Ortsrand verläuft die Bahnstrecke Choceň–Meziměstí. Nördlich erhebt sich der Vodětín (278 m n.m.), östlich die Chrastka (282 m n.m.), südöstlich die Horka (281 m n.m.), im Süden der Plesov (302 m n.m.), südwestlich der Hačaperk (263 m n.m.) und die Humbule (269 m n.m.).
Nachbarorte sind Lhotka, V Lípách und Pohoří im Norden, Vodětín und Opočno im Nordosten, Čánka und Dobříkovec im Osten, Přepychy im Südosten, Pelesov, Očelice und Ledce im Süden, Městec, Břekel, Podolí, Vysoký Újezd und Jílovice im Südwesten, Vranov und Výrava im Westen sowie Tošov, Mochov und Králova Lhota im Nordwesten.

## Geschichte
Die erste schriftliche Erwähnung von Mocri erfolgte 1390 zusammen mit Čánka als Besitz des Königlichen Kapitels in Prag. Der frühere Besitzer beider Dörfer, Jan Čánka von Čánka, ein Lehnsmann der Herren von Dobruška und Opočno, unterlag 1397 zusammen mit seinen Söhnen im Streit mit dem Kapitel um beanspruchte Einkünfte aus Čánka und Mokré. Nach dem Ausbruch der Hussitenkriege bemächtigten sich weltliche Herren beider Dörfer. Nikolaus d. J. Trčka von Lípa, der 1495 die Herrschaft Opočno von Jan von Janovice erworben hatte, kaufte wenig später auch die umliegenden Güter auf. In der Umgebung von Mokré bestanden seit dem Mittelalter zudem die Siedlungen Lhotka und Podlažice, das um 1600 erlosch. Nach dem Tode von Jan Rudolf Trčka von Lípa wurde die Herrschaft Opočno durch König Ferdinand II. konfisziert und 1635 an die Brüder Hieronymus und Rudolf von Colloredo-Waldsee verpfändet. 1789 fiel die Herrschaft den Grafen Colloredo-Mannsfeld zu, sie hielten sie bis zur Mitte des 19. Jahrhunderts. Die erste Nachricht über die Schule stammt aus dem Jahre 1810.
Im Jahre 1836 bestand das im Königgrätzer Kreis gelegene Dorf Mokrey bzw. Mokreg aus 42 Häusern, in denen 263 Personen, darunter 138 Protestanten, lebten. Den Meierhof Lhotka bewirtschaftete die Obrigkeit in eigener Regie; außerdem gab es im Ort eine Schule und eine Mühle. Katholischer Pfarrort war Přepich, das evangelische Bethaus befand sich in Kloster. Bis zur Mitte des 19. Jahrhunderts blieb das Dorf der Herrschaft Opočno untertänig.
Nach der Aufhebung der Patrimonialherrschaften bildete Mokré ab 1849 eine Gemeinde im Gerichtsbezirk Opočno. 1853 wurde südöstlich des Dorfes der evangelische Friedhof angelegt. Ab 1868 gehörte die Gemeinde zum Bezirk Neustadt an der Mettau. 1875 wurde die Bahnstrecke Chotzen–Halbstadt eröffnet. Bei der Regulierung des Vojenický potok wurden die alten steinernen Brücken im Dorf durch Betonbrücken ersetzt. Im Jahre 1929 lebten in den 85 Häusern von Mokré 396 Menschen; die an der Straße zum Hof Lhotka gelegenen Häuser wurden im Volksmund Habeší, die nördlich davon befindliche abgelegene Siedlung Kalousek bzw. V Lípách genannt. Das Kataster von Mokré umfasste zu dieser Zeit eine Fläche von 647 ha 22 a.
1949 wurde Mokré dem Okres Dobruška zugeordnet. Im Zuge der Gebietsreform von 1960 wurde der Okres Dobruška aufgehoben und die Gemeinde dem Okres Rychnov nad Kněžnou zugeordnet. 1974 wurde die Grundschule in Mokré geschlossen. Mit Beginn des Jahres 1976 wurde Mokré nach Opočno eingemeindet. Seit dem 25. November 1990 besteht die Gemeinde wieder. Seit 2012 führt die Gemeinde ein Wappen und seit 2017 auch ein Banner.

## Gemeindegliederung
Für die Gemeinde Mokré sind keine Ortsteile ausgewiesen. Grundsiedlungseinheiten sind Mokré und V Lípách. Zu Mokré gehört zudem die Ortslage Lhotka.

## Sehenswürdigkeiten
- Steinernes Kreuz aus dem Jahre 1861 im Ortszentrum